# Parastichopus californicus
Parastichopus californicus – gatunek strzykw (Holothuroidea). Największy spośród żyjących na obszarze północno-wschodniego Oceanu Spokojnego.

## Występowanie
Występuje  przede wszystkim w wodach wzdłuż zachodniego wybrzeża Ameryki Północnej, od Zatoki Alaskiej po południową Kalifornię. Zamieszkuje płytkie wody morskie do głębokości 250 m.

## Wygląd
P. californicus ma cylindryczny (ogórkowaty) kształt. Jego długość wynosi od 25 do 50 cm, a średnica do 5 cm. Miękkie ciało koloru brązowo-pomarańczowego lub żółtawego, pokryte jest jaśniejszymi, sztywnymi brodawkami. Otwór gębowy (otoczony wieńcem 20 czułków) i otwór odbytowy znajdują się po przeciwnych stronach ciała. Na stronie brzusznej widoczne wyraźnie są tylko trzy (z pięciu) rzędy nóżek ambulakralnych.

## Tryb życia
Żywi się małymi organizmami planktonowymi i martwą materią organiczną. Pożywienie zdobywa przy pomocy czułków przesiewając osady mułu. Między wrześniem a początkiem marca zapada w stan uśpienia, w czasie którego pozbywa się części narządów wewnętrznych, które potem regenerują.
Naturalnymi wrogami P. californicus są morskie rozgwiazdy (Pycnopodia helianthoides (rozgwiazda gigantyczna) i Solaster endeca), czasem pada ofiarą wydr morskich. Wykorzystywany jest również w celach spożywczych przez ludzi, szczególnie w tradycyjnej kuchni chińskiej.

## Rozmnażanie i rozwój
P. californicus jest organizmem jajorodnym, rozdzielnopłciowym, występuje u niego zapłodnienie zewnętrzne. Jego cykl reprodukcyjny trwa rok. W czasie tarła, odbywającego się między czerwcem a sierpniem, samice składają tysiące jaj. Powstałe po zapłodnieniu larwy zwane aurikulariami, po kilku tygodniach przekształcają się w dorosłego ogórka morskiego, przy czym pełną dojrzałość płciową osiągają po czterech latach. Maksymalna długość życia P. californicus to około dwanaście lat.

## Zagrożenia i ochrona
Międzynarodowa Unia Ochrony Przyrody zalicza P. californicus do gatunków najmniejszej troski.